# Campeonato Europeo de Biatlón de 2003
El X Campeonato Europeo de Biatlón se celebró en la localidad alpina de Forni Avoltri (Italia) entre el 25 de febrero y el 2 de marzo de 2003 bajo la organización de la Unión Internacional de Biatlón (IBU).

## Resultados

### Masculino
| Evento                      | Oro                                                                                       | Plata                                                                                      | Bronce                                                                                         |
| --------------------------- | ----------------------------------------------------------------------------------------- | ------------------------------------------------------------------------------------------ | ---------------------------------------------------------------------------------------------- |
| 10 km velocidad (26.02)     | Olexi Korobeinikov · Ucrania · 26:06,6                                                    | Vladimir Drachov · Bielorrusia · 26:09,4                                                   | Carsten Pump · Alemania · 26:19,2                                                              |
| 20 km individual (01.03)    | Olexandr Bilanenko · Ucrania · 53:12,1                                                    | Alexei Aidarov · Bielorrusia · 53:37,5                                                     | Marco Morgenstern · Alemania · 54:22,4                                                         |
| 12,5 km persecución (27.02) | Andri Deryzemlia · Ucrania · 39:58,8                                                      | Alexander Os · Noruega · 40:05,9                                                           | Vladimir Drachov · Bielorrusia · 40:23,4                                                       |
| Relevos 4 × 7,5 km (02.03)  | Alemania · Daniel Graf · Carsten Pump · Jörn Wollschläger · Marco Morgenstern · 1:36:26,4 | Rusia · Vitali Chernyshev · Serguei Konovalov · Filipp Shulman · Ivan Cherezov · 1:36:26,8 | Bielorrusia · Alexei Aidarov · Vladimir Drachov · Rustam Valiulin · Oleg Ryzhenkov · 1:37:01,5 |

### Femenino
| Evento                    | Oro                                                                                     | Plata                                                                                                   | Bronce                                                                                            |
| ------------------------- | --------------------------------------------------------------------------------------- | --- | ------------------------------------------------------------------------------------------------- |
| 7,5 km velocidad (26.02)  | Martina Halinárová · Eslovaquia · 27:09,5                                               | Svetlana Ishmuratova · Rusia · 27:19,2                                                                  | Yekaterina Ivanova · Bielorrusia · 27:33,8                                                        |
| 15 km individual (01.03)  | Yelena Jrustaliova · Rusia · 53:40,1                                                    | Olena Petrova · Ucrania · 54:01,2                                                                       | Ina Menzel · Alemania · 5:09,3                                                                    |
| 10 km persecución (27,02) | Yekaterina Ivanova · Bielorrusia · 35:57,3                                              | Olena Zubrylova · Bielorrusia · 36:51,5                                                                 | Ina Menzel · Alemania · 37:03,0                                                                   |
| Relevos 4 × 6 km (02.02)  | Rusia · Yelena Jrustaliova · Anna Bogali · Yuliya Makarova · Irina Malguina · 1:29:24,9 | República Checa · Lenka Faltusová · Zdeňka Vejnarová · Irena Česneková · Kateřina Holubcová · 1:30:32,6 | Bielorrusia · Liliya Yefremova · Olga Nazarova · Yekaterina Ivanova · Olena Zubrylova · 1:30:41,3 |

## Medallero
| Núm. | País            | Oro | Plata | Bronce | Total |
| ---- | --------------- | --- | ----- | ------ | ----- |
| 1    | Ucrania         | 3   | 1     | 0      | 4     |
| 2    | Rusia           | 2   | 2     | 0      | 4     |
| 3    | Bielorrusia     | 1   | 3     | 4      | 8     |
| 4    | Alemania        | 1   | 0     | 4      | 5     |
| 5    | Eslovaquia      | 1   | 0     | 0      | 1     |
| 6    | Noruega         | 0   | 1     | 0      | 1     |
| 6    | República Checa | 0   | 1     | 0      | 1     |
|      | TOTAL           | 8   | 8     | 8      | 24    |